# Liste der Brücken über den Medelser Rhein
Die Liste der Brücken über den Medelser Rhein enthält die Medelser Rhein-Übergänge von der Quelle im Val Cadlimo bis zur Mündung bei Disentis/Mustér in den Vorderrhein.

## Brückenliste
18 Übergänge führen über den Fluss: Zwölf Strassenbrücken, fünf Fussgängerstege und eine befahr- und begehbare Staumauerkrone.

### Kanton Tessin
2 Brücken überspannen den Fluss im Bezirk Leventina.
| Bild | Name                    | Ort            | Lage             | Funktion         | Konstruktion | Material    | Länge in m | Höhe m ü. M. | Bemerkungen |
| ---- | ----------------------- | -------------- | ---------------- | ---------------- | ------------ | ----------- | ---------- | ------------ | --- |
|      | Ponticello «alla Presa» | Quinto         | 46.56446 8.75611 | Fussgängerbrücke | Balkenbrücke | Beton Stein | 4          | 2226         | Beton-Plattenbrücke ohne Geländer auf Naturstein-Stützmauern Historischer Bergwanderweg über den Passo dell’Uomo ins Val Pioria |
|      | Passerella Val Termine  | Blenio-Olivone | 46.56659 8.78335 | Fussgängerbrücke | Hängebrücke  | Stahl Holz  | 10         | 1918         | Stahlseil-Holzhängebrücke mit Treppen, gebaut 2015, ersetzte Bauwerk aus zwei Teilbrücken, das sich rund 50 m flussabwärts befand. Die Hängebrücke wurde 2015 mit dem Nivea-Förderpreis ausgezeichnet. Wegen der Höhenlage von etwas über 1900 Meter muss der Steg jeweils im Herbst demontiert und im Frühsommer wieder neu installiert werden. Bergwanderweg ins Val Cadlimo Übergang ist nicht behindertengerecht |

### Kanton Graubünden
15 Brücken und ein Staumauerübergang überspannen den Fluss im Val Medel.
| Bild                                           | Name                                                | Ort            | Lage             | Funktion                                     | Konstruktion                           | Material   | Länge in m | Höhe m ü. M. | Bemerkungen |
| ---------------------------------------------- | --------------------------------------------------- | -------------- | ---------------- | -------------------------------------------- | -------------------------------------- | ---------- | ---------- | ------------ | --- |
|                                                | Santa Maria Staumauer-Übergang                      | Medel-Platta   | 46.58674 8.80027 | Werkstrasse                                  | Talsperre                              | Beton      | 560        | 1910         | Beton-Bogenstaumauer mit Fussweg auf 8 Meter breiten Mauerkrone, fertiggestellt 1968 Bergwanderweg |
|                                                | Unbenannte Brücke                                   | Medel-Platta   | 46.58818 8.80039 | Feldwegbrücke                                | Durchlass                              | Beton      | 10         | 1820         | |
|                                                | Unbenannte Brücke                                   | Medel-Platta   | 46.59289 8.80375 | Fussgängerbrücke                             | Stein-Bogenbrücke                      | Stein      | 20         | 1792         | Historische gemörtelte Bogenbrücke aus Bruch- und Flusssteinen mit zwei ungleichen Flachbogen, fachmännisch saniert in den 1990er Jahren Die Pflästerung der Brückenbahn ist mehrheitlich mit Gras überwachsen. Bergwanderweg zur Alp Vatgira                                                     |
|                                                | Via Sogn Gagl-Brücke                                | Medel-Platta   | 46.60807 8.81847 | Private Feldwegbrücke                        | Balkenbrücke                           | Beton      | 15         | 1684         | Brücke mit Flusspfeiler, Metallgeländer und abschliessbarer Schranke Allgemeines Fahrverbot Zufahrt zu Sogn Gagl Alp und Kapelle, beide gehören dem Benediktinerkloster Disentis |
|                                                | Senda Tegias Miez-Brücke                            | Medel-Platta   | 46.61626 8.8204  | Feldwegbrücke                                | Balkenbrücke                           | Holz Beton | 20         | 1655         | Gebaut ca. 1973 Offene Holzbalkenbrücke mit Betonpfeiler |
|                                                | Via Pardiala-Brücke                                 | Medel-Platta   | 46.62401 8.82663 | Feldwegbrücke                                | Balkenbrücke                           | Holz Beton | 30         | 1612         | Offene Holzbalkenbrücke mit zwei Betonpfeilern und beidseitigen Schranken |
|                                                | Via Denter Vals-Brücke                              | Medel-Platta   | 46.62645 8.83131 | Strassenbrücke (einspurig)                   | Balkenbrücke                           | Holz       | 15         | 1594         | Fahrverbot für Motorwagen und Motorräder: Land- und forstwirtschaftlicher Verkehr gestattet sowie mit der Bewilligung der Gemeinde Bergwanderweg |
|                                                | Via Acla-Brücke                                     | Medel-Platta   | 46.63509 8.84623 | Strassenbrücke (einspurig)                   | Fachwerkbrücke                         | Stahl      | 35         | 1471         | Eisenfachwerkbrücke mit Holzfahrbahn Höchstgewicht 2 t Bergwanderweg |
|                                                | Via Davos Pali-Brücke                               | Medel-Platta   | 46.64039 8.84774 | Strassenbrücke (einspurig)                   | Balkenbrücke                           | Beton      | 25         | 1439         | Brücke mit Holzfahrbahn Bergwanderweg |
|                                                | Via Acletta-Brücke                                  | Medel-Platta   | 46.64966 8.85018 | Strassenbrücke (einspurig)                   | Balkenbrücke                           | Beton      | 30         | 1389         | Gebaut ca. 1990 Bergwanderweg |
|                                                | Platta-Brücke (Via Drual)                           | Medel-Platta   | 46.65827 8.85224 | Strassenbrücke (einspurig)                   | Bogenbrücke mit obenliegender Fahrbahn | Beton      | 100        | 1325         | Übergang seit ca. 1973 Höchstgewicht 7 t Höchstbreite 2,3 m Bergwanderweg |
|                                                | Plaun Pali-Brücke («Römerbrücke»)                   | Medel-Curaglia | 46.66627 8.85456 | Fussgängerbrücke                             | Stein-Bogenbrücke                      | Stein      | 10         | 1285         | Historische Steinbogenbrücke mit Flachtonnengewölbe und teilweise grasbewachsenen Brückenbahn Es wird angenommen, dass schon im Mittelalter die Händler und Pilger an dieser Stelle den Fluss überquert haben. Bergwanderweg                                                                      |
|                                                | Via Fadretsch-Brücke                                | Medel-Curaglia | 46.66822 8.85272 | Strassenbrücke (ehemalig)                    | Fachwerkbrücke                         | Stahl      | 20         | 1268         | Gebaut ca. 1990, nach 2014 abgerissen Brückenteile sind immer noch vorhanden und auf der linken Flussseite sichtbar (Stand 2019). |
|                                                | Via Mutschnengia-Brücke                             | Medel-Curaglia | 46.67026 8.85299 | Strassenbrücke (einspurig) mit Trottoir      | Balkenbrücke                           | Beton      | 60         | 1261         | Gebaut ca. 1973 Brücke mit Pfeiler und Metallgeländer Verbot für Anhänger Höchstgeschwindigkeit 80 km/h Höchstgewicht 18 t Höchstbreite 2,3 m Bergwanderweg |
| Vor Renovierung (2017) Nach Renovierung (2019) | Scangles-Brücke (La Punt da Scangles Sut)           | Medel-Curaglia | 46.6792 8.8549   | Strassenbrücke (einspurig)                   | Stein-Bogenbrücke                      | Stein      | 30         | 1225         | Historische Steinbogenbrücke, gebaut 1870er Jahre, umfassend renoviert 2018/19 |
|                                                | Lukmanierstrasse-Brücke (Punt da Darein)            | Medel-Curaglia | 46.67976 8.85546 | Strassenbrücke (zweispurig) mit Trottoir 416 | Bogenbrücke mit obenliegender Fahrbahn | Beton      | 70         | 1222         | Gebaut ca. 1964 Betonbogenbrücke mit Pfeiler und Metallgeländer, renoviert 2014 Höchstgeschwindigkeit 80 km/h Höchstgewicht 28 t PostAuto-Buslinie 481 (Disentis/Mustér – Fuorns (Medel) – Lukmanier Passhöhe) Veloland-Route 36 Percorso Blenio–Lucomagno (Etappe 2 Olivone (Camperio)–Disentis) |
|                                                | Unbenannte Brücken (über die Medelserrheinschlucht) | Medel-Curaglia | 46.67995 8.85562 | Seilparkbrücken                              | Hängebrücken                           | Stahl      | 20         | 1215         | Drahtseil-Hängebrücken Mit Abenteuer Seilpark über die Hängebrücken balancieren |